# Combat du cap Gris-Nez
Le combat du Cap Gris-Nez est une bataille navale du Consulat qui s'est déroulee du 27 au 29 septembre 1803 autour du cap Gris-Nez entre Boulogne et Calais, opposant la flotte anglaise de la Manche de l'amiral Jackson, à la flotte française de Yves Le Coat de Saint-Haouen alors que ce dernier tentait de rassembler à Boulogne les flottilles constituées dans les ports de Calais et de Dunkerque. L'affrontement se solda par une victoire française.
Le 27, dans les derniers jours de septembre 1803, une partie de l'escadre de Dunkerque partit pour gagner Boulogne sous le commandement de Le Coat de Saint-Haouen , alors chef d'escadre et chef d'état major du Camp de Boulogne. Arrivé au point de Calais, voyant l'escadre anglaise se dérober après avoir échangé à bord de son vaisseau, la prame Ville de Lille, quelques coups de canon avec une corvette anglaise, Léda, il craignit qu'elle ne revint supérieure en nombre et, le vent étant de plus tombé, l'empêchant de doubler Gris-Nez, il relâcha dans le port de Calais sans doubler le cap. L'amiral Bruix, apprenant la nouvelle, fit dépêcher de Dunkerque une division pour secourir celle du port de Calais, que les Anglais étaient revenus bombarder avec 20 bâtiments dont 4 bombardes-canonnières le 27 septembre pendant 4 heures. N'ayant causé que peu de dégâts et qu'une seule victime, un citoyen britannique emprisonné dans la ville, et essuyant le feu des batteries terrestres françaises, les batteries des dunes, celles du fort Rouge et du fort Risbanc, qui forçaient certains navires à quitter la ligne, la croisière anglaise se retira.
Le lendemain au matin à 9 heures, le 28 septembre, l'escadre de Saint-Haouen, composée de 28 bateaux-canonniers, appuyée par celle de Dunkerque et celle de Boulogne, dépêchées en renfort, et par les batteries françaises sur les plages, fonça vers le cap Gris-Nez, avant d'être rattrapée par les Anglais en face de Sangatte, qui ouvrirent un feu nourri sur les navires français. Saint-Haouen, faisant notamment usage de la rame, réussit néanmoins à passer et mouilla dans le port de Boulogne l'après-midi même à 15 heures 15.
Cependant, la division venue de Dunkerque, commandée par le capitaine Pevrieux, était en difficulté, n'ayant pas réussi à doubler le cap Gris-Nez. Saint-Haouen et le contre-amiral Magon de Médine sortirent le 29 septembre pour lui venir en aide, la rejoignirent devant Wimereux, à l'endroit du fort de Croy, puis se dirigèrent vers l'escadre anglaise composée de 20 vaisseaux de trois-mâts, pour l'affronter durant deux heures, la forçant ainsi à se retirer.
Cette victoire navale française permit d'achever le premier rassemblement des flottilles vers celle de Boulogne de septembre à décembre 1803, dans l'optique d'un débarquement en Angleterre, regroupant ainsi plus de mille bâtiments.